# Gare de Chabenet
Gare de Chabenet – przystanek kolejowy w Le Pont-Chrétien-Chabenet, w departamencie Indre, w Regionie Centralnym, we Francji.
Jest przystankiem kolejowym Société nationale des chemins de fer français (SNCF), obsługiwanym przez pociągi TER Centre.